# Ba Vì (huyện)
Ba Vì là một huyện nằm ở phía tây bắc thành phố Hà Nội, Việt Nam. Nằm ở phía tây cách trung tâm thành phố khoảng 50 km, Ba Vì là một huyện bán sơn địa với 29 đơn vị hành chính cấp xã trực thuộc, gồm thị trấn Tây Đằng và 28 xã, trong đó có 7 xã miền núi thuộc vùng núi Ba Vì và 22 xã, thị trấn thuộc vùng đồng bằng. Huyện có diện tích tự nhiên là 428 km², với dãy núi Ba Vì là nơi bảo tồn hệ động thực vật thuộc Vườn quốc gia Ba Vì, cùng nhiều hồ đập lớn là hồ Suối Hai, và hồ Đồng Mô.

## Địa lý
Huyện Ba Vì nằm ở phía tây của thủ đô Hà Nội, nằm cách trung tâm thành phố khoảng 50 km. Huyện có vị trí địa lý:
- Phía đông giáp thị xã Sơn Tây và huyện Vĩnh Tường, tỉnh Vĩnh Phúc
- Phía tây giáp huyện Lâm Thao, huyện Tam Nông và huyện Thanh Thủy thuộc tỉnh Phú Thọ
- Phía nam giáp huyện Thạch Thất và thành phố Hòa Bình, tỉnh Hòa Bình
- Phía bắc giáp thành phố Việt Trì, tỉnh Phú Thọ.

Huyện Ba Vì là một huyện bán sơn địa với 7 xã miền núi thuộc vùng núi Ba Vì và 22 xã, thị trấn thuộc vùng đồng bằng. Diện tích tự nhiên là 428 km², lớn nhất thủ đô Hà Nội. Huyện có dãy núi Ba Vì với 3/5 diện tích vùng núi thuộc huyện Ba Vì, cũng là nơi bảo tồn hệ động thực vật thuộc Vườn quốc gia Ba Vì. Vùng (dãy) núi Ba Vì có nhiều ngọn núi nổi tiếng. Trong đó đỉnh Ba Vì (Tản Viên) cao 1281 m, đỉnh Núi Vua cao 1296 m. Dãy núi Ba Vì và nhiều danh thắng xung quanh đã tạo cho Ba Vì trở thành một huyện có giá trị và tiềm năng du lịch rất lớn đang khai thác và phát triển có hiệu quả. Huyện có nhiều hồ đập, khá lớn là hồ Suối Hai, và hồ Đồng Mô (tại khu du lịch Đồng Mô). Các hồ này đều là hồ nhân tạo và nằm ở đầu nguồn sông Tích, chảy sang thị xã Sơn Tây, và một số huyện phía Tây Hà Nội, rồi đổ nước vào sông Đáy.
Ở ranh giới của huyện với tỉnh Phú Thọ có hai ngã ba sông là: ngã ba Trung Hà giữa sông Đà và sông Hồng (tại xã Phong Vân) và ngã ba Bạch Hạc giữa sông Hồng và sông Lô (tại xã Tản Hồng, đối diện với thành phố Việt Trì).
Các điểm cực:
- Cực Bắc là xã Phú Cường.
- Cực Tây là xã Thuần Mỹ.
- Cực Nam là xã Khánh Thượng.
- Cực Đông là xã Cam Thượng.

Thống kê năm 2009, dân số huyện Ba Vì là hơn 265 nghìn người, gồm các dân tộc: Kinh, Mường, Dao... 5% dân số theo đạo Thiên Chúa.

### Giao thông
- Đường bộ: có quốc lộ 32 chạy qua thị trấn Tây Đằng, nối thị xã Sơn Tây, thủ đô Hà Nội với tỉnh Phú Thọ và đi các tỉnh vùng Tây Bắc Bộ. Trên quốc lộ này, đoạn cuối tại xã Thái Hòa có cầu Trung Hà bắc qua sông Đà. Ngoài ra còn có một đoạn ngắn của đường cao tốc Hòa Lạc – Hòa Bình đi qua.
- Đường thủy: sông Hồng, sông Đà và sông Tích.

### Khí hậu
| Dữ liệu khí hậu của Huyện Ba Vì                  | Dữ liệu khí hậu của Huyện Ba Vì | Dữ liệu khí hậu của Huyện Ba Vì | Dữ liệu khí hậu của Huyện Ba Vì | Dữ liệu khí hậu của Huyện Ba Vì | Dữ liệu khí hậu của Huyện Ba Vì | Dữ liệu khí hậu của Huyện Ba Vì | Dữ liệu khí hậu của Huyện Ba Vì | Dữ liệu khí hậu của Huyện Ba Vì | Dữ liệu khí hậu của Huyện Ba Vì | Dữ liệu khí hậu của Huyện Ba Vì | Dữ liệu khí hậu của Huyện Ba Vì | Dữ liệu khí hậu của Huyện Ba Vì | Dữ liệu khí hậu của Huyện Ba Vì |
| Tháng                                            | 1                               | 2                               | 3                               | 4                               | 5                               | 6                               | 7                               | 8                               | 9                               | 10                              | 11                              | 12                              | Năm                             |
| ------------------------------------------------ | ------------------------------- | ------------------------------- | ------------------------------- | ------------------------------- | ------------------------------- | ------------------------------- | ------------------------------- | ------------------------------- | ------------------------------- | ------------------------------- | ------------------------------- | ------------------------------- | ------------------------------- |
| Cao kỉ lục °C (°F)                               | 31.9 (89.4)                     | 34.4 (93.9)                     | 38.8 (101.8)                    | 38.2 (100.8)                    | 41.6 (106.9)                    | 40.2 (104.4)                    | 39.5 (103.1)                    | 38.5 (101.3)                    | 37.3 (99.1)                     | 34.4 (93.9)                     | 35.0 (95.0)                     | 32.4 (90.3)                     | 41.6 (106.9)                    |
| Trung bình ngày tối đa °C (°F)                   | 19.4 (66.9)                     | 20.3 (68.5)                     | 23.0 (73.4)                     | 27.4 (81.3)                     | 31.4 (88.5)                     | 32.9 (91.2)                     | 32.9 (91.2)                     | 32.3 (90.1)                     | 31.3 (88.3)                     | 28.7 (83.7)                     | 25.3 (77.5)                     | 21.9 (71.4)                     | 27.2 (81.0)                     |
| Trung bình ngày °C (°F)                          | 16.1 (61.0)                     | 17.3 (63.1)                     | 20.0 (68.0)                     | 23.8 (74.8)                     | 27.0 (80.6)                     | 28.6 (83.5)                     | 28.6 (83.5)                     | 28.2 (82.8)                     | 27.0 (80.6)                     | 24.4 (75.9)                     | 20.8 (69.4)                     | 17.5 (63.5)                     | 23.3 (73.9)                     |
| Tối thiểu trung bình ngày °C (°F)                | 13.8 (56.8)                     | 15.2 (59.4)                     | 17.7 (63.9)                     | 21.3 (70.3)                     | 23.9 (75.0)                     | 25.5 (77.9)                     | 25.6 (78.1)                     | 25.3 (77.5)                     | 24.2 (75.6)                     | 21.5 (70.7)                     | 17.8 (64.0)                     | 14.4 (57.9)                     | 20.5 (68.9)                     |
| Thấp kỉ lục °C (°F)                              | 4.0 (39.2)                      | 6.1 (43.0)                      | 7.0 (44.6)                      | 12.4 (54.3)                     | 17.1 (62.8)                     | 20.1 (68.2)                     | 19.9 (67.8)                     | 21.7 (71.1)                     | 17.3 (63.1)                     | 12.8 (55.0)                     | 6.8 (44.2)                      | 2.8 (37.0)                      | 2.8 (37.0)                      |
| Lượng Giáng thủy trung bình mm (inches)          | 27 (1.1)                        | 34 (1.3)                        | 53 (2.1)                        | 104 (4.1)                       | 268 (10.6)                      | 295 (11.6)                      | 351 (13.8)                      | 343 (13.5)                      | 242 (9.5)                       | 207 (8.1)                       | 63 (2.5)                        | 20 (0.8)                        | 2.004 (78.9)                    |
| Số ngày giáng thủy trung bình                    | 11.1                            | 12.2                            | 15.7                            | 14.9                            | 16.7                            | 16.7                            | 17.6                            | 17.2                            | 13.1                            | 11.1                            | 7.4                             | 5.3                             | 159.0                           |
| Độ ẩm tương đối trung bình (%)                   | 84.5                            | 85.5                            | 86.6                            | 86.5                            | 83.8                            | 82.2                            | 83.0                            | 85.1                            | 84.1                            | 82.4                            | 80.9                            | 80.5                            | 83.8                            |
| Số giờ nắng trung bình tháng                     | 64                              | 49                              | 48                              | 80                              | 162                             | 165                             | 177                             | 175                             | 181                             | 157                             | 136                             | 121                             | 1.514                           |
| Nguồn: Viện khoa học Công nghệ Xây dựng Việt Nam |                                 |                                 |                                 |                                 |                                 |                                 |                                 |                                 |                                 |                                 |                                 |                                 |                                 |

## Lịch sử
Huyện Ba Vì được thành lập vào ngày 26 tháng 7 năm 1968 trên cơ sở hợp nhất ba huyện Bất Bạt, Quảng Oai và Tùng Thiện. Khi mới thành lập, huyện gồm 43 xã: Ba Trại, Ba Vì, Cẩm Lĩnh, Cam Thượng, Châu Sơn, Chu Minh, Cổ Đô, Cổ Đông, Đông Quang, Đồng Thái, Đường Lâm, Hòa Thuận, Khánh Thượng, Kim Sơn, Minh Châu, Minh Quang, Phong Vân, Phú Châu, Phú Cường, Phú Đông, Phú Phương, Phú Sơn, Sơn Đà, Sơn Đông, Tân Đức, Tản Hồng, Tản Lĩnh, Tây Đằng, Thái Hòa, Thanh Mỹ, Thuần Mỹ, Thụy An, Tích Giang, Tiên Phong, Tòng Bạt, Trạch Mỹ Lộc, Trung Hưng, Trung Sơn Trầm, Vân Sơn, Vạn Thắng, Vật Lại, Xuân Sơn, Yên Bài.
Ngày 16 tháng 10 năm 1972, chuyển xã Trung Hưng về thị xã Sơn Tây quản lý, huyện Ba Vì còn lại 42 xã. Ngày 27 tháng 12 năm 1975, huyện Ba Vì thuộc tỉnh Hà Sơn Bình (hợp nhất 2 tỉnh Hà Tây và Hòa Bình). Ngày 18 tháng 12 năm 1976, hợp nhất 2 xã Vân Sơn và Hòa Thuận thành xã Vân Hòa. Ngày 29 tháng 12 năm 1978, huyện Ba Vì sáp nhập vào thành phố Hà Nội. Ngày 2 tháng 6 năm 1982, chuyển 7 xã: Cổ Đông, Đường Lâm, Kim Sơn, Sơn Đông, Thanh Mỹ, Trung Sơn Trầm, Xuân Sơn về thị xã Sơn Tây và chuyển 2 xã: Tích Giang, Trạch Mỹ Lộc về huyện Phúc Thọ. Huyện Ba Vì còn lại 32 xã. Ngày 3 tháng 3 năm 1987, thành lập thị trấn Quảng Oai (tách ra từ xã Tây Đằng).
Ngày 12 tháng 8 năm 1991, tái lập tỉnh Hà Tây, huyện Ba Vì lại trở về với tỉnh Hà Tây. Ngày 29 tháng 8 năm 1994, hợp nhất thị trấn Quảng Oai và xã Tây Đằng thành thị trấn Tây Đằng. Ngày 1 tháng 7 năm 2008, chuyển toàn bộ diện tích và dân số của xã Tân Đức về thành phố Việt Trì, tỉnh Phú Thọ quản lý theo Nghị quyết số 14/2008/QH12 của Quốc hội (nay xã Tân Đức đã sáp nhập vào phường Minh Nông thuộc thành phố Việt Trì). Huyện Ba Vì còn lại 1 thị trấn và 30 xã.
Ngày 1 tháng 8 năm 2008, giải thể tỉnh Hà Tây cũ, huyện Ba Vì thuộc thành phố Hà Nội. Ngày 1 tháng 1 năm 2025, hợp nhất 3 xã Châu Sơn, Phú Phương và Tản Hồng thành xã Phú Hồng. Huyện Ba Vì có 1 thị trấn và 28 xã như hiện nay.

## Hành chính
Huyện Ba Vì có 29 đơn vị hành chính cấp xã trực thuộc, bao gồm thị trấn Tây Đằng (huyện lỵ) và 28 xã: Ba Trại, Ba Vì, Cẩm Lĩnh, Cam Thượng, Chu Minh, Cổ Đô, Đông Quang, Đồng Thái, Khánh Thượng, Minh Châu, Minh Quang, Phong Vân, Phú Châu, Phú Cường, Phú Đông, Phú Hồng, Phú Sơn, Sơn Đà, Tản Lĩnh, Thái Hòa, Thuần Mỹ, Thụy An, Tiên Phong, Tòng Bạt, Vân Hòa, Vạn Thắng, Vật Lại, Yên Bài.
| Tên          | Diện tích (km²) | Dân số (người)2017 | Mật độ dân số (người/km²) |
| ------------ | --------------- | ------------------ | ------------------------- |
| Thị trấn (1) |                 |                    |                           |
| Tây Đằng     | 12,08           | 16.208             | 1.342                     |
| Xã (28)      |                 |                    |                           |
| Ba Trại      | 20,17           | 14.681             | 728                       |
| Ba Vì        | 25,4            | 2.230              | 88                        |
| Cẩm Lĩnh     | 26,62           | 13.051             | 490                       |
| Cam Thượng   | 8,26            | 7.326              | 887                       |
| Chu Minh     | 5,06            | 6.184              | 1.222                     |
| Cổ Đô        | 8,6             | 8.460              | 984                       |
| Đông Quang   | 3,88            | 5.748              | 1.481                     |
| Đồng Thái    | 8,26            | 14.165             | 1.715                     |
| Khánh Thượng | 28,82           | 8.729              | 303                       |
| Minh Châu    | 5,47            | 6.517              | 1.191                     |
| Minh Quang   | 27,91           | 14.097             | 505                       |
| Phong Vân    | 4,81            | 7.646              | 1.590                     |

| Tên        | Diện tích (km²) | Dân số (người)2017 | Mật độ dân số (người/km²) |
| ---------- | --------------- | ------------------ | ------------------------- |
| Phú Châu   | 9,91            | 11.626             | 1.173                     |
| Phú Cường  | 9,28            | 6.432              | 693                       |
| Phú Đông   | 3,63            | 6.401              | 1.763                     |
| Phú Hồng   | 16,67           | 29.153             | 1.749                     |
| Phú Sơn    | 13,74           | 9.732              | 708                       |
| Sơn Đà     | 12,09           | 9.313              | 770                       |
| Tản Lĩnh   | 27,73           | 16.279             | 587                       |
| Thái Hòa   | 5,62            | 8.169              | 1.454                     |
| Thuần Mỹ   | 7,17            | 7.150              | 997                       |
| Thụy An    | 16,45           | 9.736              | 592                       |
| Tiên Phong | 8,75            | 8.538              | 976                       |
| Tòng Bạt   | 8,24            | 10.092             | 1.225                     |
| Vân Hòa    | 32,9            | 12.084             | 367                       |
| Vạn Thắng  | 9,99            | 16.000             | 1.602                     |
| Vật Lại    | 14,43           | 14.553             | 1.009                     |
| Yên Bài    | 36,45           | 7.436              | 204                       |

## Truyền thống
Huyện giàu truyền thống hiếu học, nhiều danh nhân tài giỏi đóng góp cho quê hương đất nước.

## Di tích lịch sử
Di tích K9 được Bác Hồ sinh sống và công tác các năm kháng chiến.

## Danh nhân
- Phương Minh Hòa (sinh năm 1955): Thượng tướng, nguyên Phó Chủ nhiệm Tổng cục Chính trị, nguyên Chính uỷ và Tư lệnh Quân chủng Phòng không - Không quân.
- Nguyễn Bá Lân (阮伯麟, 1700-1785): nhà thơ và là đại quan nhà Lê Trung Hưng trong lịch sử Việt Nam. Sinh tại xã Cổ Đô, huyện Tiên Phong (cũ), trấn Sơn Tây; nay thuộc xã Cổ Đô, huyện Ba Vì. Từng làm Thượng thư bộ Lễ, rồi Thượng thư bộ Hộ, hàm Thiếu bảo, được liệt vào bậc Ngũ lão hầu chúa.
- Lê Hữu Tá (黎友佐, 1817 - 1882): đại quan nhà Nguyễn. Ông quê ở xã Đông Viên, phủ Quảng Oai, tỉnh Sơn Tây, (nay thuộc xã Đông Quang, huyện Ba Vì, Hà Nội), là người văn võ song toàn, học vấn uyên thâm, làm quan tới Thượng thư bộ Binh, Thượng thư bộ Công, Hàn Lâm Viện Thị giảng Học sĩ.[15]
- Trần Kỷ (? - ?) Phó bảng khoa Canh Thìn (1880), quê huyện Tiên Phong, tỉnh Sơn Tây (nay thuộc huyện Ba Vì, Hà Nội), làm quan đến Giáo thụ phủ Lâm Thao.[16][17]
- Nguyễn Hiến Lê (ngày 8 tháng 1 năm 1912 – ngày 22 tháng 12 năm 1984) quê ở làng Phương Khê, phủ Quảng Oai, tỉnh Sơn Tây (thuộc làng Phương Khê xã Phú Phương, nay là xã Phú Hồng, huyện Ba Vì, Hà Nội). Ông là học giả, nhà văn, dịch giả, nhà ngôn ngữ học, nhà giáo dục và hoạt động văn hóa độc lập Việt Nam, có 120 tác phẩm sáng tác, biên soạn và dịch thuật thuộc nhiều lĩnh vực khác nhau như giáo dục, văn học, ngữ học, triết học, lịch sử, du ký, gương danh nhân, chính trị, kinh tế, v.v.

## Đường phố
- Chùa Cao
- Cống Ải
- Đá Bạc
- Đông Hưng
- Gò Sóc
- Phú Mỹ
- Quảng Oai
- Tây Đằng
- Vân Trai
- Vũ Lâm

## Hạ tầng
Các tuyến xe buýt đi qua và đi từ địa bàn huyện Ba Vì: 92 (Nhổn - Phú Sơn), 107 (Kim Mã - Làng Văn hoá Du lịch các dân tộc Việt Nam), 110 (Bến xe Sơn Tây - Minh Quang), 111 (Bến xe Sơn Tây - Hồ Suối Hai - Bất Bạt), 118 (Bến xe Sơn Tây - Tây Đằng - Bất Bạt), 119 (Hòa Lạc - Bất Bạt (Ba Vì)), 126 (Bến xe Sơn Tây - Trung Hà).

## Sai phạm

### Xây nhà trái phép tại vườn quốc gia Ba Vì
Ngày 8 tháng 3 năm 2016, Sở Xây dựng Hà Nội cho biết UBND huyện Ba Vì phải chịu trách nhiệm cho việc xây dựng trái phép 59 căn biệt thự thuộc khu nghỉ dưỡng Điền Viên thôn nằm tại khu rừng Mu, thôn Chóng, xã Yên Bài có diện tích khoảng 4,8 ha đã được xây dựng từ năm 2011 tới nay.

## Làng nghề
Ba Vì là một huyện miền bán sơn địa phía Tây Bắc của thủ đô. Do đặc thù vị trí địa lý xa trung tâm thủ đô và địa hình đồi núi nhiều nên kinh tế huyện còn chậm phát triển trong các đơn vị hành chính cấp huyện của thủ đô. Huyện có rất nhiều làng nghề, làng có nghề. Ba Vì có 20 làng nghề đã được cấp bằng công nhận thì có tới 11 làng nghề chế biến chè, riêng xã Ba Trại có 9 làng nghề chè. Nghề làm nón có 3 làng đều thuộc xã Phú Châu. Nghề thuốc nam có 3 làng đều thuộc xã Ba Vì. Các nghề trồng hoa, chế biến nông sản (bột sắn, bột rong, miến), tơ tằm mỗi nhóm 1 làng. Các làng nghề, làng có nghề ở đây mang nét đặc trưng riêng của một huyện chuyển tiếp giữa đồng bằng và vùng núi như:
- Làng nghề chè cả 9 thôn ở Ba Trại
- Làng nghề thuốc nam người Dao Hợp Sơn (Ba Vì)
- Làm bột sắn, miến rong Minh Hồng (Minh Quang)
- Làm du lịch tâm linh đền Trung và đền Hạ (Minh Quang)
- Làng nghề thuốc nam người Dao Yên Sơn (xã Ba Vì)
- Làng nghề chè thôn Phú Yên (Yên Bài)
- Làng nghề làm nón Phong Châu (Phú Châu)
- Làng nghề làm nón Liễu Châu (Phú Châu)
- Làng nghề hoa mai trắng An Hòa (Tản Lĩnh)
- Làng nghề chè Đá Chông (Minh Quang)
- Có nghề sấy cau thôn Hạc Sơn (Phú Hồng)
- Làng nghề thuốc nam người Dao Hợp Nhất (Ba Vì)
- Nghề tơ tằm ở thôn Long Phú (Thuần Mỹ)
- Làm dịch vụ đặc sản huyện ở Tản Lĩnh
- Làng nghề làm nón Phú Xuyên (Phú Châu)
- Nghề mộc và thợ mộc ở Phú Hồng
- Chăn nuôi bò sữa, gia súc, nuôi gia cầm, có và biết nghề quạy chè lam ở nhiều thôn.